# Tschechischer Fußballpokal 2005/06
Der Tschechische Fußballpokal 2005/06 (tschechisch: Pohár ČMFS 2005/06) war die 13. Austragung des Fußballpokalwettbewerbs der Männer des Fußballverbandes der Tschechischen Republik. Im Endspiel setzte sich Sparta Prag im Elfmeterschießen gegen Titelverteidiger Baník Ostrava durch. Der Sieger nahm am UEFA-Pokal teil.

## Modus und Termine
Am Wettbewerb nahmen in der Vorrunde 38 Mannschaften teil. Zu den 19 Gewinnern stießen in der ersten Runde weitere 77 Teams. In der zweiten Runde kamen 16 Erstligisten hinzu. In allen Runden wurde der Sieger in einem Spiel ermittelt. Bis zum Achtelfinale wurde bei unentschiedenem Ausgang nach der regulären Spielzeit von 90 Minuten ein Elfmeterschießen durchgeführt. Ab dem Viertelfinale gab es nach einem Remis eine Verlängerung von zweimal 15 Minuten und falls notwendig ein Elfmeterschießen. Das Finale fand am 19. Mai 2006 statt.
| Runde         | Datum              | Spiele | Vereine   | Neueinstiege |
| ------------- | ------------------ | ------ | --------- | ------------ |
| Vorrunde      | 24. Juli 2005      | 19     | 131 → 112 | 38           |
| 1. Runde      | 31. Juli 2005      | 48     | 112 → 64  | 77           |
| 2. Runde      | 31. August 2005    | 32     | 64 → 32   | 16           |
| 3. Runde      | 21. September 2005 | 16     | 32 → 16   | –            |
| Achtelfinale  | 26. Oktober 2005   | 08     | 16 → 8    | –            |
| Viertelfinale | 12. April 2006     | 04     | 8 → 4     | –            |
| Halbfinale    | 16. Mai 2006       | 02     | 4 → 2     | –            |
| Finale        | 19. Mai 2006       | 01     | 2 → 1     | –            |
| Gesamt        |                    | 1300   |           | 1310         |

## Vorrunde

### Teilnehmende Mannschaften
24 Viertligisten, 8 Fünftligisten und 6 Sechstligisten
| Vorrundenteilnehmer | | | |
| FC Bzová (IV) SK Senco Doubravka (IV) SK Hořovice (IV) FK Tábor (IV) FK Slavia Vejprnice (IV) SK Český Brod (IV) SK Sokol Libiš (IV) SK Rakovník (IV) FK Agria Choceň (IV) AFK Kácov (IV) | SK Skalice (IV) TJ Jiskra Ústí nad Orlicí (IV) FC Velim (IV) TJ Cukrovar Hrušovany (IV) 1. FC VMG Kyjov (IV) FC Morkovice (IV) SK Rostex Vyškov (IV) SK Dekora Ždírec nad Doubravou (IV) FK Baník Albrechtice (IV) SK Dětmarovice (IV) | Fotbal Fulnek (IV) TJ Sokol Konice (IV) FK Autodemont Horka nad Moravou (IV) TJ Sokol Lázne Velké Losiny (IV) RMSK Cidlina Nový Bydžov (V) TJ Dolany (V) SK Holice (V) SK Horní Měcholupy (V) FC Pálava Mikulov (V) | FK DOBET Ostrožská Nová Ves (V) FK Admira-Slavoj Prag (V) SK Vodnany (V) FK Brandov (VI) TJ Spartak Chodov (VI) TJ Spartak Rožmitál (VI) SK ZCE Pilsen (VI) TJ Slavoj TKZ Polná (VI) TJ Slavia Stachovice (VI) |
| IV = Divize • V = Krajský přebor • VI = I. A třída | | | |

### Begegnungen der Vorrunde
| Datum                 |                                 | Ergebnis        |                                      |
| --------------------- | ------------------------------- | --------------- | ------------------------------------ |
| 23.07.2005, 17:00 Uhr | FK DOBET Ostrožská Nová Ves (V) | 2:1             | 1. FC VMG Kyjov (IV)                 |
| 23.07.2005, 17:00 Uhr | TJ Slavia Stachovice (IV)       | 0:4             | Fotbal Fulnek (IV)                   |
| 23.07.2005, 17:00 Uhr | FK Baník Albrechtice (IV)       | 1:1 (3:2 i. E.) | SK Dětmarovice (IV)                  |
| 24.07.2005, 17:00 Uhr | FC Bzová (IV)                   | 0:5             | FK Slavia Vejprnice (IV)             |
| 24.07.2005, 17:00 Uhr | SK Horní Měcholupy (V)          | 1:1 (3:4 i. E.) | FC Velim (IV)                        |
| 24.07.2005, 17:00 Uhr | FK Admira-Slavoj Prag (V)       | 00:3 1          | SK Český Brod (IV)                   |
| 24.07.2005, 17:00 Uhr | TJ Spartak Rožmitál (VI)        | 0:0 (2:4 i. E.) | AFK Kácov (IV)                       |
| 24.07.2005, 17:00 Uhr | [SK Vodnany (V)                 | 1:2             | FK Tábor (IV)                        |
| 24.07.2005, 17:00 Uhr | SK ZCE Pilsen (VI)              | 2:3             | SK Hořovice (IV)                     |
| 24.07.2005, 17:00 Uhr | TJ Spartak Chodov (VI)          | 0:6             | SK Senco Doubravka (IV)              |
| 24.07.2005, 17:00 Uhr | FK Brandov (VI)                 | 2:1             | SK Rakovník (IV)                     |
| 24.07.2005, 17:00 Uhr | SK Skalice (IV)                 | 2:0             | SK Sokol Libiš (IV)                  |
| 24.07.2005, 17:00 Uhr | RMSK Cidlina Nový Bydžov (V)    | 2:1             | FK Agria Choceň (IV)                 |
| 24.07.2005, 17:00 Uhr | SK Holice (V)                   | 1:3             | TJ Jiskra Ústí nad Orlicí (IV)       |
| 24.07.2005, 17:00 Uhr | TJ Slavoj TKZ Polná (VI)        | 1:1 (4:5 i. E.) | SK Dekora Ždírec nad Doubravou (IV)  |
| 24.07.2005, 17:00 Uhr | FC Pálava Mikulov (V)           | 1:2             | TJ Cukrovar Hrušovany (IV)           |
| 24.07.2005, 17:00 Uhr | TJ Dolany (V)                   | 0:0 (3:4 i. E.) | FK Autodemont Horka nad Moravou (IV) |
| 24.07.2005, 17:00 Uhr | FC Morkovice (IV)               | 4:2             | SK Rostex Vyškov (IV)                |
| 24.07.2005, 17:00 Uhr | TJ Sokol Konice (IV)            | 2:0             | TJ Sokol Lázne Velké Losiny (IV)     |

## 1. Runde

### Teilnehmende Mannschaften
Die 19 Sieger der Vorrunde, 13 Zweitligisten, 22 Drittligisten, weitere 40 Viertligisten und zwei Fünftligisten. Insgesamt nahmen 96 Mannschaften teil.
| Fotbalová národní liga 13 Mannschaften der 2. Liga 2005/06 | Sieger der Vorrunde die 19 Sieger der Vorrunde | weitere Teilnehmer 64 Mannschaften | weitere Teilnehmer 64 Mannschaften | weitere Teilnehmer 64 Mannschaften |
| Dynamo Budweis 1. FK Drnovice SK Hradec Králové SK Kladno SK Hanácká Slavia Kroměříž FC Hlučin FK Kunovice 1. HFK Olomouc FK AS Pardubice MFK Ústí nad Labem SC Xaverov Horní Počernice FC Vítkovice FK Viktoria Žižkov | FK Baník Albrechtice (IV) SK Český Brod (IV) SK Senco Doubravka (IV) Fotbal Fulnek (IV) FK Autodemont Horka nad Moravou (IV) SK Hořovice (IV) TJ Cukrovar Hrušovany (IV) AFK Kácov (IV) TJ Sokol Konice (IV) FC Morkovice (IV) SK Skalice (IV) FK Tábor (IV) TJ Jiskra Ústí nad Orlicí (IV) FK Slavia Vejprnice (IV) FC Velim (IV) SK Dekora Ždírec nad Doubravou (IV) FK DOBET Ostrožská Nová Ves (V) RMSK Cidlina Nový Bydžov (V) FK Brandov (VI) | FC Zenit Čáslav (III) VT Chomutov (III) FC Dragoun Břevnov (III) SK Buldoci Karlovy Vary-Dvory (III) FC Sparta Krč Prag (III) FK Náchod-Deštné (III) TJ Tatran Prachatice (III) Bohemians Prag 1905 (III) FK Bohemians Prag (III) SK Strakonice 1908 (III) TJ Slovan Varnsdorf (III) FC MSA Dolní Benešov (III) MSK Břeclav (III) FK Bystřice pod Hostýnem (III) FC Dosta Bystrc-Kníničky (III) SK Hranice (III) Jakubčovice Fotbal (III) FC Tatran Brno-Kohoutovice (III) SK Lipová (III) Fotbal Třinec (III) FK UNEX Uničov (III) 1. SC Znojmo (III) | FK Holýšov (IV) SK Jankov (IV) SK Klatovy 1898 (IV) FK Králův Dvůr (IV) SK Motorlet Prag (IV) Spartak MAS Sezimovo Ústí (IV) FK Jiskra Třeboň (IV) SK Benešov (IV) SK Union Čelákovice (IV) FK Litvínov (IV) Jiskra Nový Bor (IV) TJ Sokol Ovčáry (IV) FK Baník Sokolov (IV) FK Meteor Stříbrná Skalice (IV) FK Loko Vltavín (IV) FK Slavoj Vyšehrad (IV) AFK Chrudim (IV) TJ Dvůr Králové nad Labem (IV) FK Dobrovice (IV) SK Hlavice (IV) FK Kolín (IV) | FK OEZ Letohrad (IV) FK Tesla Pardubice (IV) TJ Slavoj Předměřice (IV) TJ Svitavy (IV) FK Týniště nad Orlicí (IV) FC Velké Meziříčí (IV) FK Mutěnice (IV) TJ Framoz Rousínov (IV) FK Šardice (IV) FC TVD Slavičín (IV) HFK Třebíč (IV) FC ŽĎAS Žďár nad Sázavou (IV) FK Avizo Město Albrechtice (IV) FC IRP Český Těšin (IV) Fotbal Frýdek-Místek (IV) FC Velké Karlovice + Karolinka (IV) MFK Karviná (IV) FK Slavia Orlová-Lutyně (IV) SK Sulko Zábřeh (IV) SFC Opava (V) FK Pěnčín-Turnnov (V) |
| Ligaebene in Klammern: III = ČFL bzw. MSFL • IV = Divize • V = Krajský přebor • VI = I. A třída | | | | |

### Begegnungen der 1. Runde
| Datum                 |                                      | Ergebnis        |                                     |
| --------------------- | ------------------------------------ | --------------- | ----------------------------------- |
| 27.07.2005, 17:00 Uhr | FK Slavia Orlová-Lutyně (IV)         | 1:4             | FC MSA Dolní Benešov (III)          |
| 30.07.2005, 17:00 Uhr | SK Hranice (III)                     | 1:1 (2:4 i. E.) | SK Hanácká Slavia Kroměříž (II)     |
| 30.07.2005, 17:00 Uhr | FC Velké Karlovice + Karolinka (IV)  | 4:0             | FK Bystřice pod Hostýnem (III)      |
| 30.07.2005, 17:00 Uhr | Fotbal Frýdek-Místek (IV)            | 0:2             | FC Vítkovice (II)                   |
| 30.07.2005, 17:00 Uhr | FC IRP Český Těšin (IV)              | 1:1 (6:7 i. E.) | Fotbal Třinec (III)                 |
| 31.07.2005, 17:00 Uhr | SK Hořovice (IV)                     | 2:0             | FK Slavia Vejprnice (IV)            |
| 31.07.2005, 17:00 Uhr | FC Velim (IV)                        | 0:4             | FK Viktoria Žižkov (II)             |
| 31.07.2005, 17:00 Uhr | FK Admira-Slavoj Prag (V)            | 0:2             | SC Xaverov Horní Počernice (II)     |
| 31.07.2005, 17:00 Uhr | AFK Kácov (IV)                       | 1:3             | FC Zenit Čáslav (III)               |
| 31.07.2005, 17:00 Uhr | FK Tábor (IV)                        | 0:1             | TJ Tatran Prachatice (III)          |
| 31.07.2005, 17:00 Uhr | SK Senco Doubravka (IV)              | 0:2             | SK Buldoci Karlovy Vary-Dvory (III) |
| 31.07.2005, 17:00 Uhr | FK Brandov (VI)                      | 0:3             | FK Baník Sokolov (IV)               |
| 31.07.2005, 17:00 Uhr | SK Skalice (IV)                      | 1:2             | TJ Slovan Varnsdorf (III)           |
| 31.07.2005, 17:00 Uhr | RMSK Cidlina Nový Bydžov (V)         | 2:1             | TJ Svitavy (IV)                     |
| 31.07.2005, 17:00 Uhr | TJ Jiskra Ústí nad Orlicí (IV)       | 0:3             | FK AS Pardubice (II)                |
| 23.07.2005, 17:00 Uhr | TJ Dvůr Králové nad Labem (IV)       | 2:2 (3:2 i. E.) | FK Týniště nad Orlicí (IV)          |
| 31.07.2005, 17:00 Uhr | TJ Slavoj Předměřice (IV)            | 2:2 (5:6 i. E.) | FK Náchod-Deštné (III)              |
| 31.07.2005, 17:00 Uhr | AFK Chrudim (IV)                     | 1:5             | SK Hradec Králové (II)              |
| 31.07.2005, 17:00 Uhr | SK Hlavice (IV)                      | 0:3             | MFK Ústí nad Labem (II)             |
| 31.07.2005, 17:00 Uhr | FK Holýšov (IV)                      | 1:0             | SK Klatovy 1898 (IV)                |
| 31.07.2005, 17:00 Uhr | SK Jankov (IV)                       | 0:1             | SK Strakonice 1908 (III)            |
| 31.07.2005, 17:00 Uhr | SK Benešov (IV)                      | 0:2             | Spartak MAS Sezimovo Ústí (IV)      |
| 31.07.2005, 17:00 Uhr | FK Meteor Stříbrná Skalice (IV)      | 1:1 (3:4 i. E.) | FK Kolín (IV)                       |
| 31.07.2005, 17:00 Uhr | FK Jiskra Třeboň (IV)                | 0:2             | Dynamo Budweis (II)                 |
| 31.07.2005, 17:00 Uhr | FK Pěnčín-Turnov (V)                 | 1:0             | Jiskra Nový Bor (IV)                |
| 31.07.2005, 17:00 Uhr | FK Tesla Pardubice (IV)              | 0:1             | FK OEZ Letohrad (IV)                |
| 31.07.2005, 17:00 Uhr | SK Motorlet Prag (IV)                | 1:2             | FK Litvínov (IV)                    |
| 31.07.2005, 17:00 Uhr | FK Králův Dvůr (IV)                  | 2:1             | FC Sparta Krč Prag (III)            |
| 31.07.2005, 17:00 Uhr | FK Slavoj Vyšehrad (IV)              | 1:1 (2:3 i. E.) | VT Chomutov (III)                   |
| 31.07.2005, 17:00 Uhr | SK Union Čelákovice (IV)             | 2:2 (4:3 i. E.) | Bohemians Prag 1905 (III)           |
| 31.07.2005, 17:00 Uhr | FK Loko Vltavín (IV)                 | 0:4             | SK Kladno (II)                      |
| 31.07.2005, 17:00 Uhr | FK Dobrovice (IV)                    | 1:2             | FC Dragoun Břevnov (III)            |
| 31.07.2005, 17:00 Uhr | FC Velké Meziříčí (IV)               | 0:2             | FC Dosta Bystrc-Kníničky (III)      |
| 31.07.2005, 17:00 Uhr | SK Dekora Ždírec nad Doubravou (IV)  | 1:0             | FC ŽĎAS Žďár nad Sázavou (IV)       |
| 31.07.2005, 17:00 Uhr | HFK Třebíč (IV)                      | 2:2 (0:3 i. E.) | FC Tatran Brno-Kohoutovice (III)    |
| 31.07.2005, 17:00 Uhr | TJ Cukrovar Hrušovany (IV)           | 1:2             | MSK Břeclav (III)                   |
| 31.07.2005, 17:00 Uhr | FK DOBET Ostrožská Nová Ves (V)      | 2:1             | FK Šardice (IV)                     |
| 31.07.2005, 17:00 Uhr | TJ Framoz Rousínov (IV)              | 2:3             | 1. SC Znojmo (III)                  |
| 31.07.2005, 17:00 Uhr | FC TVD Slavičín (IV)                 | 1:3             | FK Kunovice (II)                    |
| 31.07.2005, 17:00 Uhr | FK Mutěnice (IV)                     | 0:0 (5:4 i. E.) | 1. FK Drnovice (II)                 |
| 31.07.2005, 17:00 Uhr | TJ Sokol Konice (IV)                 | 3:3 (6:7 i. E.) | FK Avizo Město Albrechtice (IV)     |
| 31.07.2005, 17:00 Uhr | FC Morkovice (IV)                    | 2:0             | SK Lipová (III)                     |
| 31.07.2005, 17:00 Uhr | SK Sulko Zábřeh (IV)                 | 1:1 (4:2 i. E.) | FK UNEX Uničov (III)                |
| 31.07.2005, 17:00 Uhr | FK Autodemont Horka nad Moravou (IV) | 0:6             | 1. HFK Olomouc (II)                 |
| 31.07.2005, 17:00 Uhr | Fotbal Fulnek (IV)                   | 0:3             | Jakubčovice Fotbal (III)            |
| 31.07.2005, 17:00 Uhr | FK Baník Albrechtice (IV)            | 0:4             | FC Hlučin (II)                      |
| 31.07.2005, 17:00 Uhr | MFK Karviná (IV)                     | 03:0 1          | SFC Opava (IV)                      |
| 16.08.2005, 17:00 Uhr | TJ Sokol Ovčáry (IV)                 | 1:3             | FK Bohemians Prag (III)             |

## 2. Runde

### Teilnehmende Mannschaften
| Gambrinus Liga 2005/06 16 Erstligisten | Sieger der 1. Runde 48 Mannschaften | Sieger der 1. Runde 48 Mannschaften | Sieger der 1. Runde 48 Mannschaften |
| AC Sparta Prag SK Slavia Prag FK Chmel Blšany 1. FC Brünn FK Marila Příbram FK Mladá Boleslav FK Jablonec 97 Vysočina Jihlava FK SIAD Most Baník Ostrava Slovan Liberec SK Sigma Olmütz FC Viktoria Pilsen 1. FC Slovácko FK Teplice FK Tescoma Zlín | Dynamo Budweis (II) SC Xaverov Horní Počernice (II) SK Hradec Králové (II) SK Kladno (II) SK Hanácká Slavia Kroměříž (II) FC Hlučin (II) FK Kunovice (II) 1. HFK Olomouc (II) FK AS Pardubice (II) MFK Ústí nad Labem (II) FC Vítkovice (II) FK Viktoria Žižkov (II) FC MSA Dolní Benešov (III) MSK Břeclav (III) FC Dragoun Břevnov (III) FC Tatran Brno-Kohoutovice (III) | FC Dosta Bystrc-Kníničky (III) FC Zenit Čáslav (III) VT Chomutov (III) Jakubčovice Fotbal (III) SK Buldoci Karlovy Vary-Dvory (III) FK Náchod-Deštné (III) SK Strakonice 1908 (III) TJ Tatran Prachatice (III) FK Bohemians Prag (III) Fotbal Třinec (III) TJ Slovan Varnsdorf (III) 1. SC Znojmo (III) FK Avizo Město Albrechtice (IV) SK Union Čelákovice (IV) FK Holýšov (IV) SK Hořovice (IV) | FC Velké Karlovice + Karolinka (IV) MFK Karviná (IV) FK Kolín (IV) TJ Dvůr Králové nad Labem (IV) FK Králův Dvůr (IV) FK OEZ Letohrad (IV) FK Litvínov (IV) FC Morkovice (IV) FK Mutěnice (IV) Spartak MAS Sezimovo Ústí (IV) FK Baník Sokolov (IV) SK Sulko Zábřeh (IV) SK Dekora Ždírec nad Doubravou (IV) RMSK Cidlina Nový Bydžov (V) FK DOBET Ostrožská Nová Ves (V) FK Pěnčín-Turnov (V) |
| Ligaebene in Klammern: II = FNL • III = ČFL bzw. MSFL • IV = Divize • V = Krajský přebor | | | |

### Begegnungen der 2. Runde
| Datum                 |                                     | Ergebnis        |                                 |
| --------------------- | ----------------------------------- | --------------- | ------------------------------- |
| 31.08.2005, 17:00 Uhr | FC Zenit Čáslav (III)               | 0:6             | AC Sparta Prag (I)              |
| 31.08.2005, 17:00 Uhr | FK Litvínov (IV)                    | 2:0             | VT Chomutov (III)               |
| 31.08.2005, 17:00 Uhr | SK Kladno (II)                      | 2:1             | FK SIAD Most (I)                |
| 31.08.2005, 17:00 Uhr | TJ Slovan Varnsdorf (III)           | 2:1             | SC Xaverov Horní Počernice (II) |
| 31.08.2005, 17:00 Uhr | FK Pěnčín-Turnov (V)                | 0:3             | Slovan Liberec (I)              |
| 31.08.2005, 17:00 Uhr | SK Buldoci Karlovy Vary-Dvory (III) | 0:2             | FK Chmel Blšany (I)             |
| 31.08.2005, 17:00 Uhr | FK Holýšov (IV)                     | 0:3             | SK Strakonice 1908 (III)        |
| 31.08.2005, 17:00 Uhr | FC Velké Karlovice + Karolinka (IV) | 2:2 (4:5 i. E.) | FK Tescoma Zlín (I)             |
| 31.08.2005, 17:00 Uhr | 1. SC Znojmo (III)                  | 0:2             | FK Kunovice (II)                |
| 31.08.2005, 17:00 Uhr | TJ Tatran Prachatice (III)          | 2:1             | FC Viktoria Pilsen (I)          |
| 31.08.2005, 17:00 Uhr | FK Králův Dvůr (IV)                 | 1:4             | Dynamo Budweis (II)             |
| 31.08.2005, 17:00 Uhr | FC Morkovice (IV)                   | 1:1 (5:6 i. E.) | FK Mutěnice (IV)                |
| 31.08.2005, 17:00 Uhr | FK Baník Sokolov (IV)               | 0:5             | FK Teplice (I)                  |
| 31.08.2005, 17:00 Uhr | SK Hořovice (IV)                    | 2:2 (2:4 i. E.) | SK Union Čelákovice (IV)        |
| 31.08.2005, 17:00 Uhr | 1. HFK Olomouc (II)                 | 1:1 (4:1 i. E.) | SK Sigma Olmütz (I)             |
| 31.08.2005, 17:00 Uhr | SK Sulko Zábřeh (IV)                | 0:0 (7:8 i. E.) | SK Hanácká Slavia Kroměříž (II) |
| 31.08.2005, 17:00 Uhr | FK OEZ Letohrad (IV)                | 1:1 (5:6 i. E.) | SK Hradec Králové (II)          |
| 31.08.2005, 17:00 Uhr | Fotbal Třinec (III)                 | 1:1 (4:5 i. E.) | Baník Ostrava (I)               |
| 31.08.2005, 17:00 Uhr | MFK Karviná (IV)                    | 0:1             | Jakubčovice Fotbal (III)        |
| 31.08.2005, 17:00 Uhr | Spartak MAS Sezimovo Ústí (IV)      | 3:6             | FK Marila Příbram (I)           |
| 31.08.2005, 17:00 Uhr | FK Kolín (IV)                       | 4:1             | FC Dragoun Břevnov (III)        |
| 31.08.2005, 17:00 Uhr | FK Bohemians Prag (III)             | 1:2             | FK AS Pardubice (II)            |
| 31.08.2005, 17:00 Uhr | FC Tatran Brno-Kohoutovice (III)    | 0:1             | FC Dosta Bystrc-Kníničky (III)  |
| 31.08.2005, 17:00 Uhr | SK Dekora Ždírec nad Doubravou (IV) | 0:3             | Vysočina Jihlava (I)            |
| 31.08.2005, 17:00 Uhr | FK Avizo Město Albrechtice (IV)     | 0:3             | FC Hlučin (II)                  |
| 31.08.2005, 17:00 Uhr | TJ Dvůr Králové nad Labem (IV)      | 0:3             | SK Slavia Prag (I)              |
| 01.09.2005, 17:00 Uhr | FK DOBET Ostrožská Nová Ves (V)     | 0:8             | 1. FC Brünn (I)                 |
| 06.09.2005, 17:00 Uhr | MSK Břeclav (II)                    | 0:1             | 1. FC Slovácko (I)              |
| 06.09.2005, 17:00 Uhr | FK Náchod-Deštné (III)              | 2:0             | FK Mladá Boleslav (I)           |
| 06.09.2005, 17:00 Uhr | MFK Ústí nad Labem (II)             | 2:1             | FK Jablonec 97 (I)              |
| 07.09.2005, 17:00 Uhr | FC MSA Dolní Benešov (III)          | 0:1             | FC Vítkovice (II)               |
| 09.09.2005, 17:00 Uhr | RMSK Cidlina Nový Bydžov (V)        | 0:1             | FK Viktoria Žižkov (II)         |

## 3. Runde
Teilnehmer: Die 32 Sieger der 2. Runde
| Datum                 |                                | Ergebnis        |                                 |
| --------------------- | ------------------------------ | --------------- | ------------------------------- |
| 21.09.2005, 17:00 Uhr | FK Litvínov (IV)               | 1:7             | AC Sparta Prag (I)              |
| 21.09.2005, 17:00 Uhr | TJ Slovan Varnsdorf (III)      | 0:1             | SK Kladno (II)                  |
| 21.09.2005, 17:00 Uhr | FK Viktoria Žižkov (II)        | 4:3             | Slovan Liberec (I)              |
| 21.09.2005, 17:00 Uhr | SK Strakonice 1908 (III)       | 1:3             | FK Chmel Blšany (I)             |
| 21.09.2005, 17:00 Uhr | FK Kunovice (II)               | 2:1             | FK Tescoma Zlín (I)             |
| 21.09.2005, 17:00 Uhr | TJ Tatran Prachatice (III)     | 1:2             | Dynamo Budweis (II)             |
| 21.09.2005, 17:00 Uhr | FK Mutěnice (IV)               | 1:2             | 1. FC Slovácko (I)              |
| 21.09.2005, 17:00 Uhr | 1. HFK Olomouc (II)            | 0:0 (5:4 i. E.) | SK Hanácká Slavia Kroměříž (II) |
| 21.09.2005, 17:00 Uhr | FK Kolín (IV)                  | 0:2             | FK Marila Příbram (I)           |
| 21.09.2005, 17:00 Uhr | FK AS Pardubice (II)           | 0:1             | MFK Ústí nad Labem (II)         |
| 21.09.2005, 17:00 Uhr | FC Vítkovice (II)              | 2:0             | Vysočina Jihlava (I)            |
| 21.09.2005, 17:00 Uhr | FC Hlučin (II)                 | 0:4             | SK Slavia Prag (I)              |
| 04.10.2005, 17:00 Uhr | FK Náchod-Deštné (III)         | 2:3             | SK Hradec Králové (II)          |
| 05.10.2005, 17:00 Uhr | FC Dosta Bystrc-Kníničky (III) | 0:1             | 1. FC Brünn (I)                 |
| 11.10.2005, 17:00 Uhr | Jakubčovice Fotbal (III)       | 0:1             | Baník Ostrava (I)               |
| 11.10.2005, 17:00 Uhr | SK Union Čelákovice (IV)       | 0:5             | FK Teplice (I)                  |

## Achtelfinale
| Datum                 |                         | Ergebnis        |                     |
| --------------------- | ----------------------- | --------------- | ------------------- |
| 26.10.2005, 17:00 Uhr | SK Kladno (II)          | 0:2             | AC Sparta Prag (I)  |
| 26.10.2005, 17:00 Uhr | FK Viktoria Žižkov (II) | 2:2 (4:3 i. E.) | FK Chmel Blšany (I) |
| 26.10.2005, 17:00 Uhr | FK Kunovice (II)        | 1:0             | Dynamo Budweis (II) |
| 26.10.2005, 17:00 Uhr | SK Hradec Králové (II)  | 2:1             | 1. HFK Olomouc (II) |
| 26.10.2005, 17:00 Uhr | FK Marila Příbram (I)   | 1:2             | Baník Ostrava (I)   |
| 26.10.2005, 17:00 Uhr | MFK Ústí nad Labem (II) | 0:1             | 1. FC Brünn (I)     |
| 26.10.2005, 17:00 Uhr | FC Vítkovice (II)       | 0:1             | SK Slavia Prag (I)  |
| 26.10.2005, 17:00 Uhr | 1. FC Slovácko (I)      | 2:0             | FK Teplice (I)      |

## Viertelfinale
| Datum                 |                        | Ergebnis        |                         |
| --------------------- | ---------------------- | --------------- | ----------------------- |
| 12.04.2006, 17:00 Uhr | AC Sparta Prag (I)     | 2:0             | FK Viktoria Žižkov (II) |
| 12.04.2006, 17:00 Uhr | FK Kunovice (II)       | 0:2             | Baník Ostrava (I)       |
| 18.04.2006, 17:00 Uhr | 1. FC Slovácko (I)     | 0:0 (1:4 i. E.) | 1. FC Brünn (I)         |
| 19.04.2006, 17:00 Uhr | SK Hradec Králové (II) | 1:0             | SK Slavia Prag (I)      |

## Halbfinale
| Datum                 |                    | Ergebnis |                        |
| --------------------- | ------------------ | -------- | ---------------------- |
| 16.05.2006, 17:00 Uhr | AC Sparta Prag (I) | 2:0      | 1. FC Brünn (I)        |
| 16.05.2006, 17:00 Uhr | Baník Ostrava (I)  | 2:0      | SK Hradec Králové (II) |

## Finale
| Paarung          | AC Sparta Prag – Baník Ostrava |
| Ergebnis         | 0:0 n. V., 4:2 i. E. |
| Datum            | 19. Mai 2006 um 17:00 Uhr |
| Stadion          | Stadion u Nisy, Liberec |
| Zuschauer        | 4.464 |
| Schiedsrichterin | Dagmar Damková |
| Tore             | Elfmeterschießen: 1:0 Tomáš Sivok Lukáš Magera 2:0 Miroslav Matušovič Radek Slončik Tomáš Kóňa (gehalten) 2:1 Maroš Klimpl 3:1 Michal Kadlec 3:2 Pavel Besta 4:2 Ondřej Herzán                                                                           |
| AC Sparta Prag   | Jaromir Blažek – Michal Kadlec, Petr Lukáš, Tomáš Řepka, Tomáš Sivok – Radoslav Zabavník, Zdeněk Pospěch, Tomáš Kóňa, Daniel Kolář (74. Ondřej Herzán) – Libor Došek, Mauro Lustrinelli (66. Miroslav Matušovič) Cheftrainer: Stanislav Griga            |
| Baník Ostrava    | Martin Raška – Pavel Besta, David Bystroň, Maroš Klimpl, Josef Hoffmann – Petr Tomašák, František Rajtoral (90. Libor Žůrek), Zdeněk Staněk, Martin Lukeš (77. Radek Slončík) – David Střihavka (85. Lukáš Magera), Adam Varadi Cheftrainer: Pavel Hapal |
| Gelbe Karten     | Daniel Kolář, Ondřej Herzán – Zdeněk Staněk |